# Гатина, Светлана Алексеевна
Светлана Алексеевна Гатина (род. 21 мая 2003, Алушта, АР Крым, Украина) — российская волейболистка, нападающая-доигровщица.

## Биография
Родилась 21 мая 2003 года в Алуште. Отец — Алексей Гатин, волейболист и тренер. У Светланы есть две сестры — старшая Елена (род. 2001) и младшая Екатерина (род. 2004), которые также являются профессиональными волейболистками.
Светлана начала заниматься волейболом в 2012 году в ДЮСШ города Алушта. В 2016—2017 годах занималась в «Школе Гамовой» в Казани. С 2017 по 2020 год играла за «Динамо-Академию-УОР» в Молодёжной лиге чемпионата России. Дебютировала в Суперлиге в 2018 году в составе «Динамо-Казань».
С 2020 по 2022 год выступала за команду «Спарта». В 2022 году заключила контракт с ВК «Протон», в составе которого стала бронзовым призёром чемпионата России. С 2024 — игрок ВК «Динамо-Ак Барс». В 2025 перешла в турецкий «Зарен Спор».

## Достижения
- серебряный (2025) и бронзовый (2023) призёр чемпионатов России.
- победитель розыгрыша Кубка России 2024;
  - серебряный призёр Кубка России 2025.
- обладатель Суперкубка России 2024.
- победитель (2020) и двукратный серебряный призёр (2018, 2019) Молодёжной лиги чемпионата России.
- победитель (2019) и бронзовый призёр (2017) розыгрышей Кубка Молодёжной лиги.